# Penelope

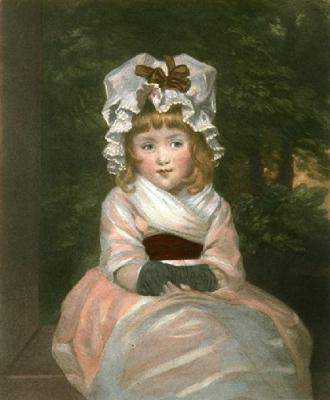
Penelope Booth, Joshua Reynolds

Penelope je ženské křestní jméno. Jméno je řeckého původu, vytvořené ze základu pené, znamenající nit, vřeteno. Proto se vykládá jako tkadlena. Podle řeckých legend byla Penelopé manželka hrdiny Odyssea.

## Známé nositelky
- Pénelopé – postava řecké mytologie
- Penélope Cruzová – španělská herečka
- Penelope Tree – modelka
- Penelope Widmore – herečka
- Penelope Evans – spisovatelka
- Penelope Ann Miller – americká herečka